# Beulwitz (Saalfeld)
Beulwitz ist ein Stadtteil von Saalfeld im Landkreis Saalfeld-Rudolstadt in Thüringen.

## Geografie
Der Stadtteil Beulwitz liegt 0,5 Kilometer westlich und 2,1 Kilometer nördlich des Zentrums der Stadt Saalfeld. Die Beulwitzer Straße ist die Landesstraße 2363 und führt von der Stadtmitte bis in die Dorfmitte. Ab dem Dorf ist das Gelände hängig und hat landwirtschaftliches Antlitz. Hängige Flächen und Anhöhen sind meist bewaldet. Die Flur ist durch die Hanglage klimatisch begünstigt. Die etagenartigen Hochebenen sind landwirtschaftlich ein interessantes Gebiet.

## Geschichte
Am 8. März 1240 wurde das Dorf erstmals urkundlich erwähnt. Mit und nach dem Ort nannte sich ein Adelsgeschlecht Beulwitz. Das weit verzweigte Geschlecht hatte mehrere Besitzungen in der Umgegend erworben. 1265/1310 begann die Stammreihe mit Ritter Hartmund. Er war gräflich-schwarzburgischer Rat und Schlosshauptmann im nahen Bad Blankenburg auf der Burg Greifenstein.
Die Aufrüstung der Wehrmacht brachte den Bau der Prinz-Louis-Ferdinand-Kaserne mit sich, die 1936 bezogen wurde. Bei Kriegsbeginn 1939 waren dort Teile der 2. leichten Division stationiert. Nach 1945 bis zum Abzug infolge des Zwei-plus-Vier-Vertrags von 1990 befand sich in Beulwitz eine Garnison für die sowjetische bzw. russische 8. Gardearmee.
Am 1. Juli 1950 wurden die bis dahin eigenständigen Gemeinden Aue am Berg, Crösten und Wöhlsdorf eingegliedert.
- Die LPG Beulwitz bewirtschaftete zu Zeiten der DDR die meisten Nutzflächen.
- Nach der Wende gründete sich die Agrarproduktion Beulwitz GmbH & Co. KG.
- Im Ort befindet sich eine Jugend-Begegnungsstätte für die Jugend Saalfelds.
- Es besteht seit 20 Jahren ein Schützenverein im Stadtteil.[3]
- Am 6. April 1994 wurde Beulwitz in die Stadt Saalfeld eingemeindet.

## Mit Beulwitz verbundene Persönlichkeiten
- Hedwig Ruetz (1879–1966), Malerin, lebte auf dem Edelhof

## Sonstiges
Zu Beulwitz gehören noch die Ortslagen Aue am Berg, Crösten und Wöhlsdorf.